# Sebastián Assís
Alberto Sebastián Assís Silva, noto semplicemente come Sebastián Assís (Tacuarembó, 4 marzo 1993), è un calciatore uruguaiano, centrocampista del Cerro Largo.

## Caratteristiche tecniche
È un mediano.

## Carriera
Cresciuto nel settore giovanile del Tacuarembó, ha esordito in prima squadra il 13 ottobre 2013 disputando l'incontro di Segunda División Profesional perso 2-1 contro il Rocha.

## Statistiche
Statistiche aggiornate al 14 gennaio 2020.

### Presenze e reti nei club
| Stagione           | Squadra            | Campionato         | Campionato | Campionato | Coppe nazionali | Coppe nazionali | Coppe nazionali | Coppe continentali | Coppe continentali | Coppe continentali | Altre coppe | Altre coppe | Altre coppe | Totale | Totale | Totale |
| Stagione           | Squadra            | Comp               | Pres       | Reti       | Comp            | Pres            | Reti            | Comp               | Pres               | Reti               | Comp        | Pres        | Reti        | Pres   | Reti   |        |
| ------------------ | ------------------ | ------------------ | ---------- | ---------- | --------------- | --------------- | --------------- | ------------------ | ------------------ | ------------------ | ----------- | ----------- | ----------- | ------ | ------ | ------ |
| 2013-2014          | Tacuarembó         | SD                 | 25         | 2          |                 | -               | -               |                    | -                  | -                  |             | -           | -           | 25     | 2      |        |
| 2014-2015          | Tacuarembó         | PD                 | 27         | 1          |                 | -               | -               |                    | -                  | -                  |             | -           | -           | 27     | 1      |        |
| 2015-2016          | Tacuarembó         | SD                 | 20         | 0          |                 | -               | -               |                    | -                  | -                  |             | -           | -           | 20     | 0      |        |
| Totale Tacuarembó  | Totale Tacuarembó  | Totale Tacuarembó  | 72         | 3          |                 | 0               | 0               |                    | -                  | -                  |             | -           | -           | 72     | 3      |        |
| 2017               | Cerro Largo        | SD                 | 24         | 2          |                 | -               | -               |                    | -                  | -                  |             | -           | -           | 24     | 2      |        |
| 2018               | Cerro Largo        | SD                 | 25         | 1          |                 | -               | -               |                    | -                  | -                  |             | -           | -           | 25     | 1      |        |
| 2019               | Cerro Largo        | PD                 | 32         | 1          |                 | -               | -               |                    | -                  | -                  |             | -           | -           | 32     | 1      |        |
| Totale Cerro Largo | Totale Cerro Largo | Totale Cerro Largo | 82         | 4          |                 | 0               | 0               |                    | -                  | -                  |             | -           | -           | 82     | 4      |        |
| Totale carriera    | Totale carriera    | Totale carriera    | 154        | 7          |                 | 0               | 0               |                    | -                  | -                  |             | -           | -           | 154    | 7      |        |